# Country Bear Jamboree

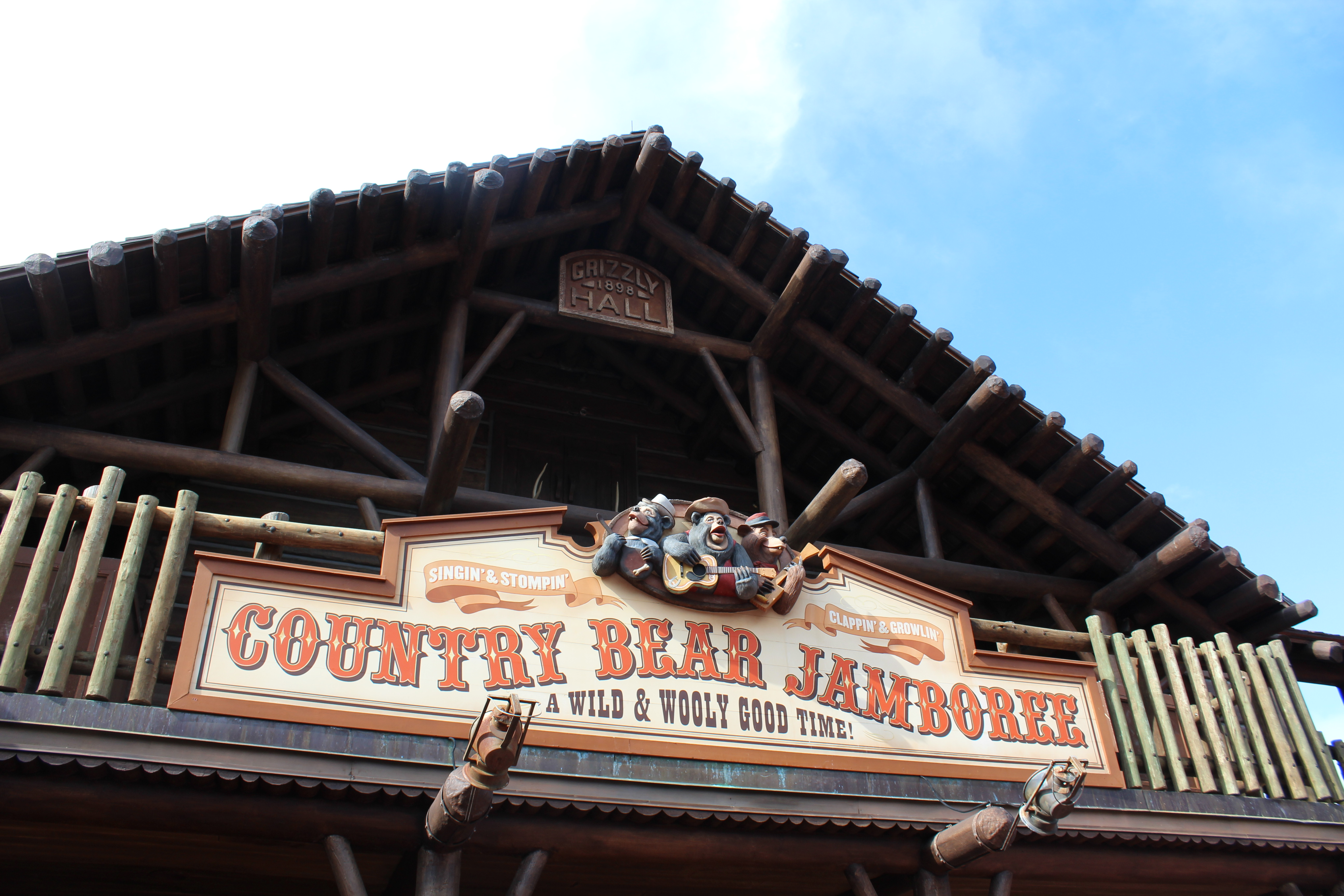
Eingang zum „Country Bear Jamboree“ im „Frontierland“ des Magic Kingdom, Orlando.

Country Bear Jamboree (englisch für „Countrybär-Party“) ist eine in den Vereinigten Staaten sehr bekannte und beliebte Themenpark-Attraktion in Form einer mit Animatronics besetzten Showbühne. Die Attraktion wird heute regelmäßig in mehreren Disneyland-Parks aufgeführt, so im „Frontierland“ von Magic Kingdom nahe Orlando (Florida) sowie von Tokyo Disneyland in Japan. Bis September 2001 war die Bühnenshow auch im „Frontierland“ von Disneyland Anaheim zu sehen.
Die Animatronic-Band besteht ausnahmslos aus einer anthropomorph angehauchten Braunbär-Familie mit insgesamt 18 männlichen und weiblichen Charakteren. Jedes „Familienmitglied“ hat einen eigenen Namen, sechs von ihnen „spielen“ jeweils eigene Musikinstrumente. Passend dazu sind die Bären mit Menschenkleidung ausstaffiert. Ihr Kleidungsstil soll klischeehaft den Eindruck einer typischen „Südstaaten-Hinterwäldler-Familie“ aus den 60er-Jahren vermitteln. Einzig der Hauptcharakter, Henry Bear, ist in einen vornehmen Frack gekleidet und trägt Zylinderhut und Fliege. Er begrüßt das Publikum und kündigt die Showeinlagen an. Anschließend spielt und singt die Band verschiedene Lieder aus dem Bereich der Country-Musik. Die Show dauert zwischen 15 und 16 Minuten.
Country Bear Jamboree wurde am 1. Oktober 1971 im Magic Kingdom von Anaheim uraufgeführt und war Walt Disneys letzte Schöpfung, die allerdings erst nach seinem Tod fertiggestellt werden konnte. Aufgrund der Beliebtheit der Attraktion (besonders bei Kindern) wurde um 1984 ein Weihnachts-Spezialprogramm namens „Country Bear Christmas Special“ eingeführt, im Juli 2002 wurde eine Filmkomödie mit dem Titel The Country Bears veröffentlicht. Country Bear Jamboree war außerdem möglicherweise Inspiration zur Survival-Horror-Spieleserie Five Nights at Freddy’s.